# 핀란드의 선거
핀란드의 선거(핀란드어: Vaalit Suomessa 발리트 수오메사[*])는 네 가지 선거로 이루어져 있다. 대통령선거, 의회선거, 지방선거, 유럽의회선거가 그것이다. 18세 이상의 모든 핀란드 시민은 공민으로서 이 네 가지 선거에 대한 선거권을 가진다.

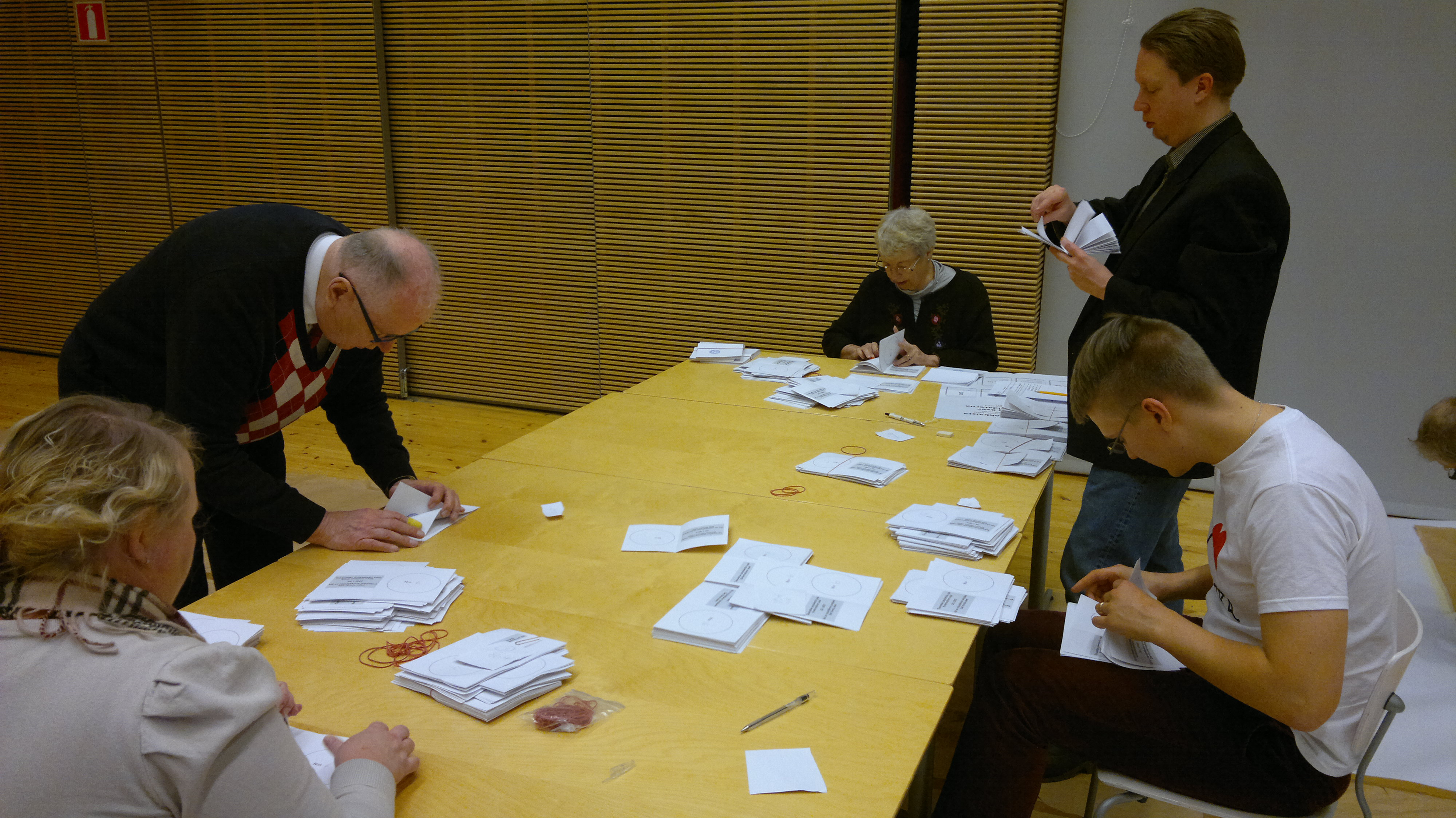
2012년 대선 때 개표하는 모습.

대통령선거는 6년마다 한 번씩 열리며, 공민직접선거제·결선투표제로 핀란드 공화국대통령을 선출한다.
의회선거는 4년마다 한 번 열리며, 입법부인 의회(에두스쿤타)의 의원을 선출한다. 돈트 방식을 사용하는 완전 비례대표제다. 핀란드는 다당제 국가로, 단일 정당이 의회에서 절대 다수를 차지하기 어렵기 때문에 대부분의 핀란드 내각은 연정으로써 구성된다.
유럽의회선거는 5년마다 한 번 열린다. 핀란드는 유럽의회에 13개 의석을 가지고 있다.
지방선거는 4년마다 한 번 열린다.
자치령인 올란드 제도에서는 올란드 지역의회를 두고 의회선거와 지방선거가 따로 열린다.

## 선거제도

### 산출법

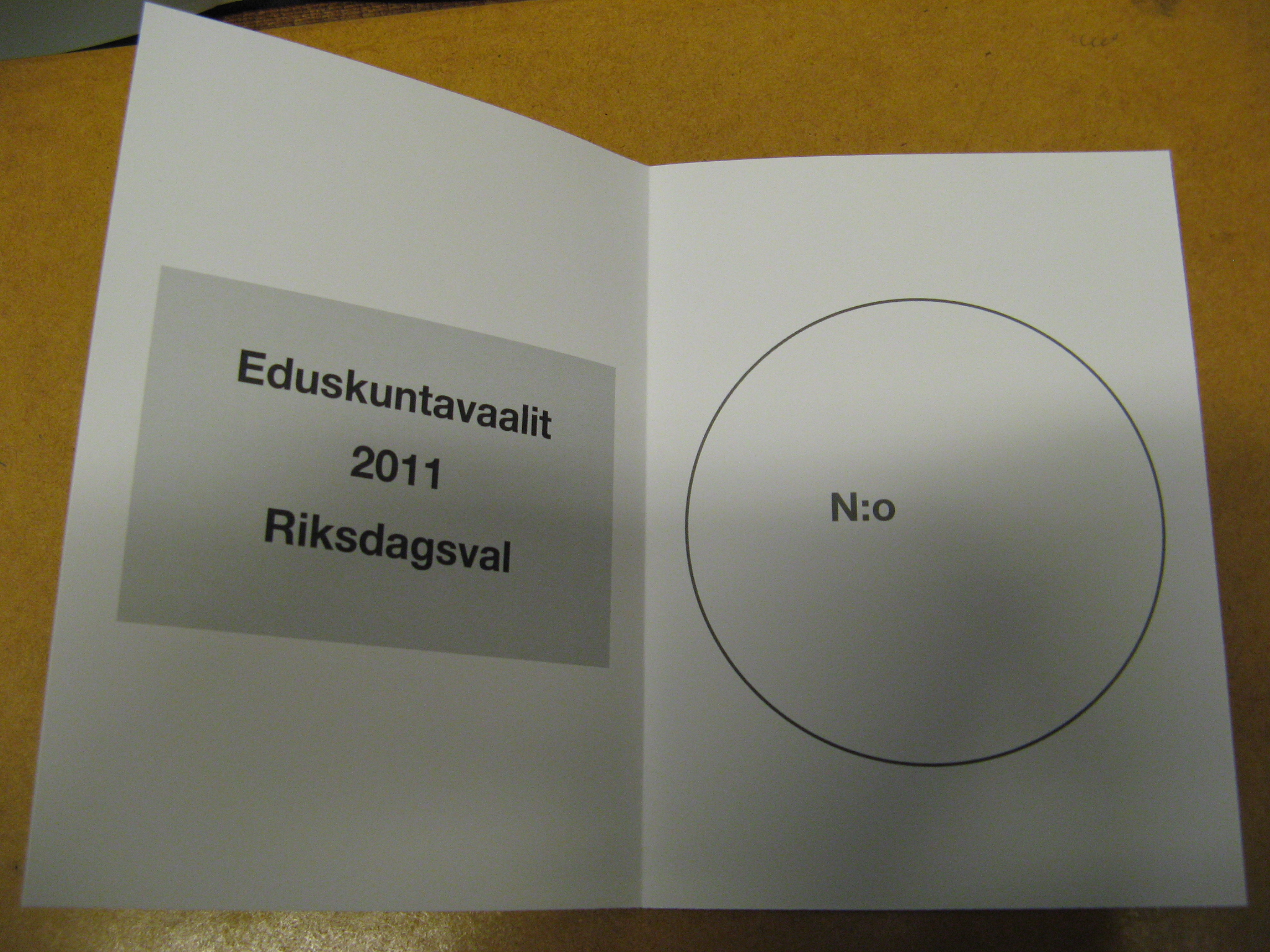
2011년 의회선거 투표용지.

의회선거, 지방선거, 유럽의회선거는 완전 비례대표제이며, 돈트 방식으로 득표를 산출한다. 돈트 방식은 사람과 정당에게 모두 표를 던지는 방식으로, 구체적인 산출 방식은 다음과 같다.
1. 우선 정당의 득표를 센다.
2. 각 정당 내부적으로 득표가 많은 순서대로 후보자를 추린다.
3. 득표 1위 후보자는 정당 득표 전체를, 2위는 절반을, 3위는 3분의 1을, 4위는 4분의 1을, …… , 식으로 표가 주어진다.
4. 이렇게 표가 주어졌으면 모든 정당의 후보자들을 단계 3에서 획득한 득표수 순으로 정렬한다. 그 순서대로 선거구에 할당된 의원 수만큼 당선된다.

투표용지의 크기는 148 × 210 밀리미터다. 한 번에 복수의 선거에 투표할 경우, 서로 다른 색상의 투표용지를 주어서 구분한다. 2006년부터 핀란드 선거법은 전자투표를 허용하고 있으며, 2008년 지방선거에서 몇몇 선거구에서 처음 전자투표가 실시되었다.
피선거권은 미성년자와 피후견자를 제외한 모든 선거권자에게 주어진다. 단 지방선거 피선거권은 해당 지역구에 거주하는 주민에게만 주어지며, 대통령 선거는 핀란드 토착 시민만 출마 가능하다.

### 사전투표

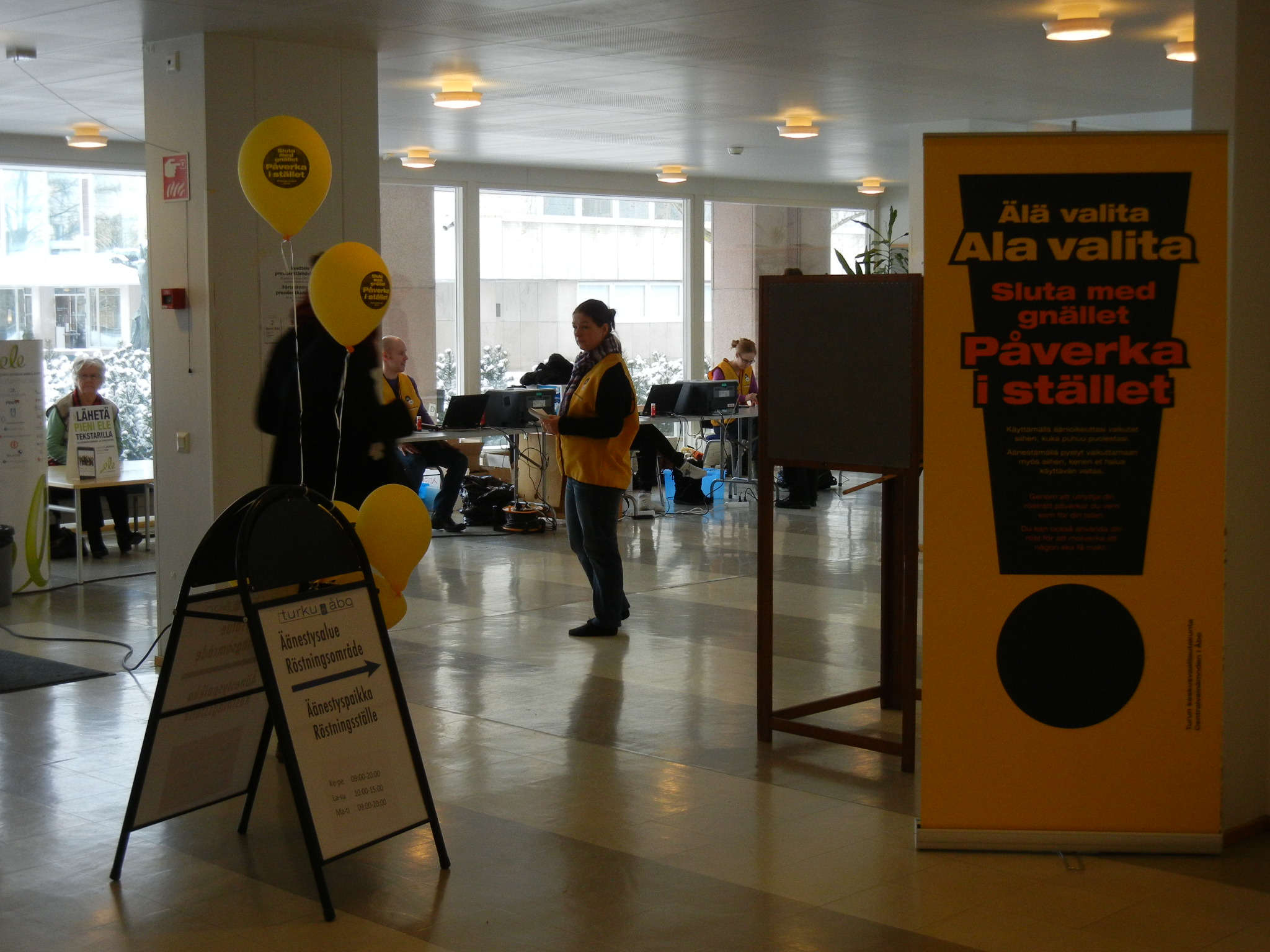
투르쿠 대학교에 소재한 사전투표소.

각 유권자는 사전투표를 할 것인지 당일투효를 할 것인지 결정할 수 있다.
사전투표를 하기로 한 사람은 국내 또는 국외에 설치된 모든 투표소에서 투표할 수 있다. 또한 몇몇 국내시설(병원, 24시간 사회복지시설, 교정기관 등)에서는 국내 소재 유권자나 국외 소재 핀란드인이 특정 상황 하에서 사전투표를 할 수 있다. 각 지방정부에서 임명한 선거위원회(vaalitoimikunta 발리토이미쿤타[*])가 선거를 조직하며, 이 위원회가 사전투표도 관리한다. 위원회는 위원장, 부위원장 외 최소 3인으로 구성된다.
사전투표율은 남부 대도시보다 북부 및 동부 황야지대, 즉 핀란드 중앙당 우세지역에서 더 높다. 때문에 개표 시작 시점에는 중앙당이 사전투표 득표에서 앞서가는 경향이 있다.

### 당일투표
당일투표는 전국에서 동시에 진행된다. 각 지방정부는 투표소를 마련해야 하며, 선거위원회가 투표소를 관리한다. 상술한 것과 같이 선거위원회는 위원장과 부위원장을 포함한 최소 3인 이상으로 구성되어야 한다.
투표가 끝나면 선거위원회는 표를 후보별로 정리하여 예비결과를 계산한다. 계산된 표는 지방선거의 경우 지방중앙선거위원회(kunnan keskusvaalilautakunnalle 쿠난 케스쿠스발릴라우타쿠날레[*]), 다른 선거의 경우 선거구위원회(vaalipiirilautakunnalle 발리피릴라우타쿠날레[*])로 전달된다.
선거 이전, 그리고 선거 결과분석 완료 이후에 각각 통계가 발표된다.

## 각 선거의 상세

### 의회선거

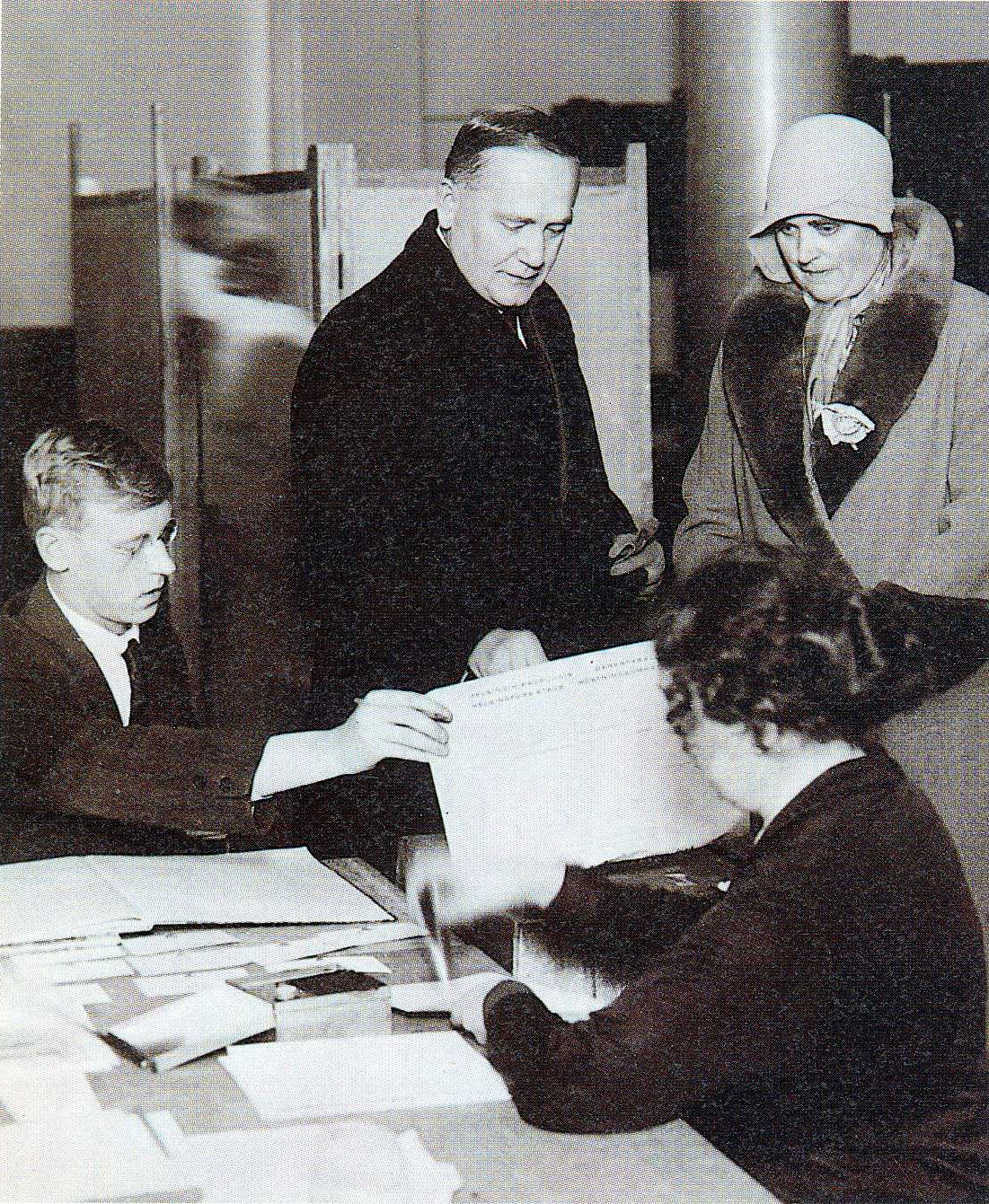
1930년 핀란드 의회선거에서 투표하는 라우리 크리스티안 렐란데르 대통령과 그 영부인 시그네 렐란데르.

핀란드 의회의 의원을 선출하는 의회선거(Eduskuntavaalit 에두스쿤타발리트[*])는 공민 직접보통비밀선거로 투표되어 비례제로 선출된다. 커다란 선거구에서 10명-20명의 의원을 완전 비례로 뽑는 초대선거구제이며, 현재 전국에 13개 선거구가 있다. 의회 정수는 200석인데, 선거가 열리기 전에 각 선거구의 인구를 고려하여 중앙정부가 의석을 배분한다. 단 아베난마 선거구에서는 의회의원이 한 명밖에 선출되지 않기에 여기만 소선거구제라고 할 수 있다.

### 지역선거
핀란드 국토는 18개 지역(maakunta 마쿤타[*])이라는 광역지방자치체들로 나뉜다. 이 광역지자체들의 재정, 행정을 담당하는 기구인 지방참사회(maakuntavaltuustot 마쿤타발투스토트[*])를 선출하는 선거가 지역선거(Maakuntavaalit 마쿤타발리트[*])다. 지역선거는 아직 완전히 정착되지 않았으며, 지역사회개혁 기획에 따라 입법이 준비 중이다. 2004년과 2008년에 카이누 지역에서 시범적으로 지역선거가 실시되었다.

## 투표율
2010년대 들어 핀란드의 의회선거 투표율은 70%였고, 지방선거는 60%였다.
투표율 하락에 대응하기 위해 YLE는 1996년 유럽의회 선거 때부터 발리코네(Vaalikone)라는 프로그램을 활용하기 시작했다. 발리코네는 일종의 투표조언 어플리케이션으로, 유권자가 자신의 의견, 성향과 후보자의 그것을 비교할 수 있게 해주는 프로그램이다. 2003년에 이미 유권자의 4분의 1이 이 프로그램을 사용했다.

## 같이 보기
- 핀란드의 선거권사

## 참고 자료
- https://web.archive.org/web/20180403050333/http://vaalit.fi/ - Oikeusministeriö
- Vaalien tulokset vuodesta 2003 lähtien
- Vaalilaki 보관됨 2009-11-06 - 웨이백 머신 Finlex. 2. lokakuuta 1998. Viitattu 6.12.2015.
- Kuntalaki Finlex. 10. huhtikuuta 2015. Viitattu 6.12.2015.